# Stadion Al-Hamadanijja
Stadion Al-Hamadaniah, (Arabski.: ملعب الحمدانية) – wieloużytkowy stadion znajdujący się w mieście Aleppo, w Syrii. Stadion może pomieścić 30 000 widzów. Na tym stadionie swoje mecze rozgrywają drużyny piłkarskie: Al-Ittihad oraz Al-Horriya. Obiekt ten wielokrotnie służył za miejsce rozgrywania spotkań reprezentacji Syrii. Oprócz zawodów piłkarskich na stadionie tym rozgrywane są także zawody lekkoatletyczne, takie jak Mistrzostwa Syrii.